# إيغور بيريزوتسكي
إيغور بيريزوتسكي (بالروسية: Игорь Андреевич Березуцкий)‏ (مواليد 7 يونيو 1984) هو سبّاح روسي، مثّل بلاده في الألعاب الأولمبية الصيفية 2004.

## روابط خارجية
إيغور بيريزوتسكي على موقع الاتحاد الدولي للسباحة (الإنجليزية)
- إيغور بيريزوتسكي على موقع أوليمبيديا (الإنجليزية)